# Rue Terraille
La  rue Terraille est une voie du quartier des pentes de la Croix-Rousse dans le 1er arrondissement de Lyon, en France.

## Situation et accès
Elle débute rue Romarin et se termine rue du Griffon. La rue Saint-Claude finit sur cette voie. La circulation se fait dans le sens de la numérotation, elle devient à double-sens cyclable à partir de la rue Saint-Claude. 

## Origine du nom
L'origine du nom de cette rue n'est pas attesté. Un terrail étant un endroit où les potiers prennent la terre pour leurs ouvrages, Claude Bréghot du Lut et Louis Maynard supposent qu'il y avait ici une fabrique de poterie,. 
Cette hypothèse n'est pas soutenue par Jean Pelletier et Adolphe Vachet car l'endroit ne s'y prête pas. L'abbé Vachet pense plutôt au nom d'une famille ou une possible parenté  entre Terraille et Terreaux.
Cette orthographe se retrouve ailleurs dans l'agglomération lyonnaise, comme pour le quartier Terraillon de Bron. Marcel Forest suggère que ce diminutif de  « terrail » désignait au XIIe siècle un amas de terre, une digue, un espace limité par des talus ou un obstacle naturel servant pour la défense d'un lieu, « terraillon » désignant alors en vieux français une personne exécutant des travaux de terrassement.

## Histoire
La rue est ouverte en 1551. Elle porte au début le nom de « rue Neuve-du-Griffon ». En 1559, une maison et un jardin sont détruits par ordre du consulat pour prolonger la rue. 